# بين كولر
بين كولر (بالإنجليزية: Ben Koller)‏ هو طبال أمريكي، ولد في 29 يوليو 1980.